# Valentin Abgottspon
Valentin Abgottspon, né le 25 septembre 1979 dans le canton du Valais, est un enseignant suisse.

## Biographie
Valentin Abgottspon a obtenu sa maturité au lycée-collège Spiritus Sanctus à Brigue, puis a continué ses études à l'université de Fribourg. Il a ensuite été engagé comme enseignant au Cycle d'orientation de Stalden, dont il est licencié le 8 octobre 2010, selon lui pour avoir refusé de remettre un crucifix dans sa salle de cours.
Valentin Abgottspon est le président de libre pensée valaisanne, la section valaisanne de l'Association suisse des libres penseurs, et assesseur du Parti pirate valaisan.

## Affaire du crucifix
Valentin Abgottspon avait décroché au printemps 2009 le crucifix qui était suspendu dans sa salle de classe. Il justifie ce geste en invoquant un jugement du Tribunal fédéral de 1990, qui stipule que la présence d’un crucifix dans une salle de classe viole le principe de liberté confessionnelle. Les autorités scolaires ont été mis au courant de ce geste, et elles l'ont sommé, sans succès, de remettre un crucifix dans sa classe en se basant sur l'article 3 de la loi cantonale sur l’instruction publique qui précise que l’école doit « préparer » l’élève « à sa tâche de personne humaine et de chrétien ». 
Valentin Abgottspon a été licencié avec effet immédiat le vendredi 8 octobre 2010. L'enseignant a annoncé qu'il va faire recours de cette décision.
La direction du Cycle d’orientation de Mörel, près de Brigue, a engagé Valentin Abgottspon fin juillet 2011 alors que la procédure de licenciement n'est pas encore terminée et que des voies de recours sont toujours ouvertes.